# Adobe Fireworks
Fireworks è stato un software proprietario prodotto da Adobe (in precedenza da Macromedia) pensato per la creazione/elaborazione di grafica web. Particolarità importante di Fireworks era la possibilità di gestire contemporaneamente e in un ambiente intuitivo grafica raster e grafica vettoriale.
Adobe ha interrotto lo sviluppo di Fireworks nel 2013 a causa della crescente sovrapposizione di funzionalità con i suoi altri prodotti.

## Versioni di Fireworks
- 1998: Macromedia Fireworks
- 1999: Macromedia Fireworks 2
- 2000: Macromedia Fireworks 3
- 2001: Macromedia Fireworks 4
- 2002: Macromedia Fireworks MX (v6.0)
- 2004: Macromedia Fireworks MX 2004 (v7.0)
- 2005: Macromedia Fireworks 8
- 2007: Adobe Fireworks CS3 (v9.0)
- 2008: Adobe Fireworks CS4 (v10.0)
- 2010: Adobe Fireworks CS5 (v11.0)
- 2011: Adobe Fireworks CS5.1 (v11.1)
- 2012: Adobe Fireworks CS6 (v12.0)